# يوروكوبتر إيه أس 332 سوبر بوما
يوروكوبتر أي سي 332 سوبر بوما (بالإنجليزية: Eurocopter AS332 Super Puma)‏ مروحية بمحركين متوسطة الحجم للاستخدام العسكري والمدني ، صممت وانتجت من قبل شركة إيروسباسيال الفرنسية ، حلق أول نموذج مبدئي لها عام 1978 وتعد المروحية الطراز الأحدث للطائرة العمودية بيوما.

## مواصفات (AS332 L1)
البيانات من Jane's All The World's Aircraft 1993–94
الخصائص العامة
- الطاقم: 2
- السعة: 24 passengers plus attendant
- الطول: 16.79 m (including tail rotor) (55 ft 0½ in)
- قطر الدوار: 16.20 m (53 ft 1½ in -rotates clockwise)
- الارتفاع: 4.97 m (16 ft 4 in)
- مساحة القرص : 206.12 m² (2,217 ft²)
- الوزن فارغة: 4,660 kg (10,274 lb)
- الحمولة المسموح بها: 4,490 kg (9,899 lb)
- وزن الإقلاع الأقصى: 9,150 kg (20,172 lb)
- محرك الطائرة: 2 × Turbomeca Makila 1A2 محرك عمود دوران توربيني, 1,376 kW (1,845 shp)  الواحد

الأداء
- لا تتجاوز سرعة: 327 km/h (177 knots, 203 mph)
- السرعة القصوى: 277 km/h (150 knots, 172 mph) (max cruise)
- سرعة العبور: 247 km/h (133 knots, 154 mph) (econ cruise)
- مدى (طائرة): 851 km (460 ميل بحري, 529 mi)
- سقف الخدمة: 5,180 m (16,995 ft)
- معدل الصعود: 7.4 m/s (1,457 ft/min)